# Charles Borah
Charles „Charley” Edward Borah (ur. 11 listopada 1906 w Fairfield w stanie Illinois, zm. 4 listopada 1980 w Phoenix w Arizonie) – amerykański lekkoatleta sprinter, mistrz olimpijski z 1928 z Amsterdamu.
Zdobył mistrzostwo Stanów Zjednoczonych (AAU) na 100 jardów w 1926, a w 1927 był mistrzem AAU na 220 jardów i wicemistrzem na 100 jardów. W tym samym roku jako student University of Southern California został akademickim mistrzem USA (IC4A) na 100 jardów i 220 jardów. W 1928 był mistrzem AAU w biegu na 200 metrów. W 1926 i 1927 wyrównał rekord świata na 100 jardów, który wynosił 9,6 s i należał do Charliego Paddocka. W 1927 był członkiem sztafety 4 × 220 jardów, która ustanowiła rekord świata w tej konkurencji czasem 1:25,8.
Na igrzyskach olimpijskich w 1928 w Amsterdamie niespodziewanie odpadł w ćwierćfinale biegu na 200 metrów. Natomiast amerykańska sztafeta 4 × 100 metrów, gdzie biegł na 3. zmianie, zdobyła złoty medal, w finale wyrównując rekord świata czasem 41,0 s (biegła w składzie: Frank Wykoff, James Quinn, Charles Borah i Henry Russell).
Po ukończeniu studiów Borah pracował jako lekarz dentysta.